# Dušan Businský
Dušan Businský (Ústí nad Labem, Checoslovaquia, 23 de mayo de 1968) es un deportista checo que compitió en remo. Ganó una medalla de plata en el Campeonato Mundial de Remo de 1996, en la prueba de cuatro con timonel.

## Palmarés internacional
| Campeonato Mundial | Campeonato Mundial       | Campeonato Mundial | Campeonato Mundial |
| Año                | Lugar                    | Medalla            | Prueba             |
| ------------------ | ------------------------ | ------------------ | ------------------ |
| 1996               | Motherwell (Reino Unido) | Medalla de plata   | Cuatro con timonel |